# Cassia goniodes
Cassia goniodes är en ärtväxtart som beskrevs av George Bentham. Cassia goniodes ingår i släktet Cassia och familjen ärtväxter. Inga underarter finns listade i Catalogue of Life.